# Баджу, Арнольд
Арно́льд Баджу́ (нидерл. Arnold Badjou; 25 июня 1909, Лакен, Бельгия — 17 сентября 1994 там же) — бельгийский футболист, вратарь, участник трёх довоенных чемпионатов мира (на ЧМ-1934 принимал участие как запасной вратарь).

## Карьера

### Клубная
Баджу дебютировал в клубе «Даринг» в 1928 году. В этом клубе он провёл свою карьеру, завершив выступления в 1939 году.

### В сборной
Первым номером сборной Бельгии Арнольд Баджу стал в 1930 году, совершил с ней путешествие в Уругвай на первый чемпионат мира по футболу и провёл на турнире два матча. Пропустив 4 мяча и не забив ни одного, бельгийская команда досрочно завершила своё участие в турнире. В 1934 году на чемпионате мира в Италии Баджу на поле не выходил, но через четыре года вновь занял место в воротах бельгийской команды в матче первого раунда ЧМ против французов. Бельгийцы проиграли 1:3.
За 10 лет игр за сборную Баджу провёл в общей сложности 34 матча.